# Lignan-de-Bordeaux
Lignan-de-Bordeaux település Franciaországban, Gironde megyében. Lakosainak száma 834 fő (2022. január 1.). Lignan-de-Bordeaux Sadirac, Bonnetan, Carignan-de-Bordeaux, Cénac, Fargues-Saint-Hilaire, Loupes és Saint-Caprais-de-Bordeaux községekkel határos.

## Népesség
A település népességének változása:
| Lakosok száma | 465  | 643  | 722  | 725  | 772  | 808  | 822  | 811  | 830  | 834  |
|               | 1968 | 1982 | 1990 | 2006 | 2013 | 2015 | 2017 | 2019 | 2020 | 2022 |